# Barrio el Boncho
Barrio el Boncho är en ort i Mexiko.   Den ligger i kommunen Villa de Allende och delstaten Mexiko, i den södra delen av landet, 100 km väster om huvudstaden Mexico City. Barrio el Boncho ligger 2 631 meter över havet och antalet invånare är 1 114.
Terrängen runt Barrio el Boncho är huvudsakligen kuperad, men åt nordost är den platt. Runt Barrio el Boncho är det ganska tätbefolkat, med 124 invånare per kvadratkilometer. Närmaste större samhälle är Villa Victoria, 11,6 km öster om Barrio el Boncho. I omgivningarna runt Barrio el Boncho växer huvudsakligen savannskog.